# Castle Mountains National Monument

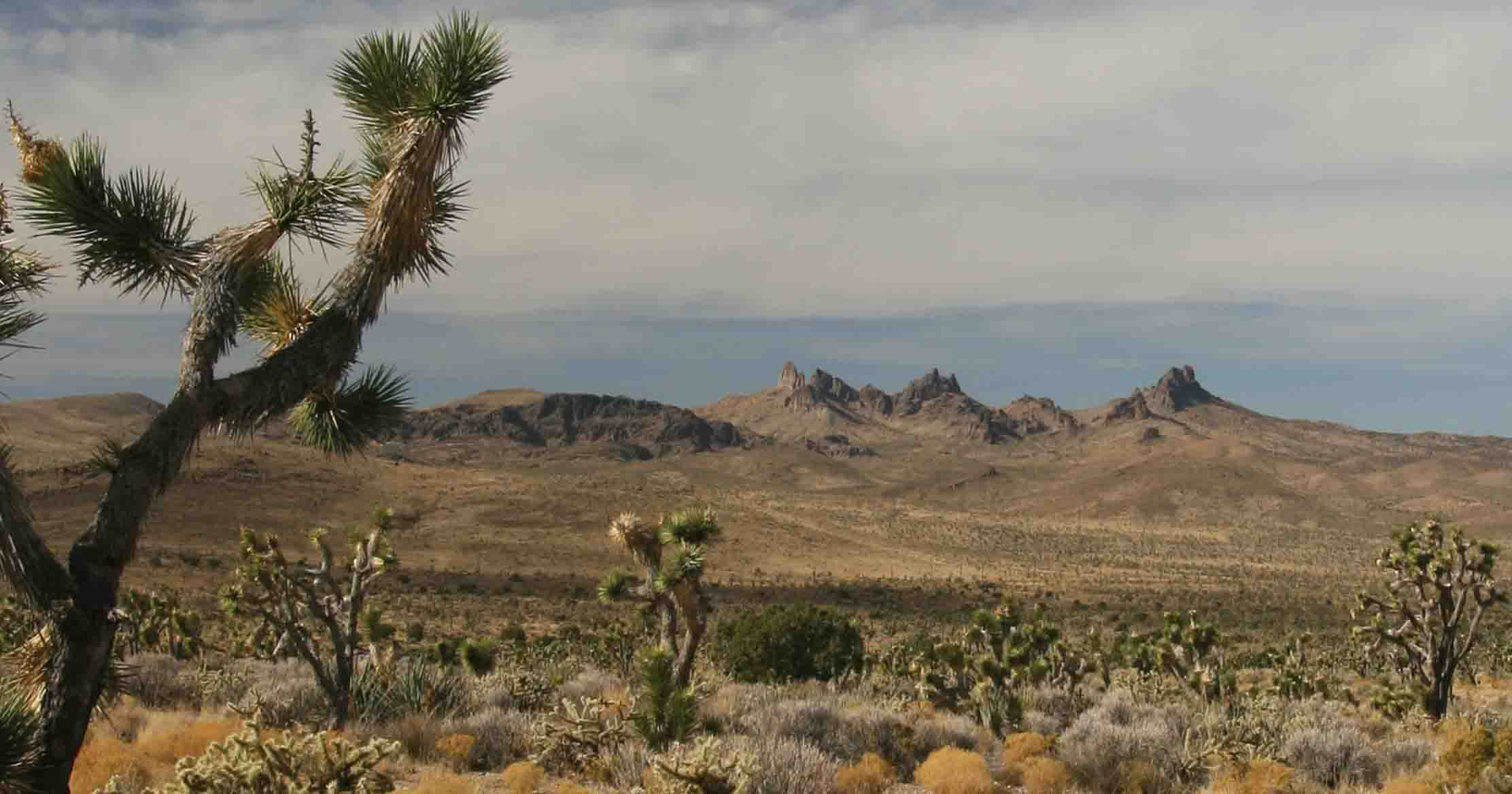
De Castle Mountains

Castle Mountains National Monument is een nationaal monument opgericht in 2016 in het zuiden van de Amerikaanse staat Californië. Het omvat 8.470 hectare in de Mojavewoestijn in het oosten van San Bernardino County. Het monument beschermt een deel van de Castle Mountains, een kleine bergketen bij de grens met Nevada.
Het nationaal monument werd op 12 februari 2016 in het leven geroepen door president Barack Obama, tegelijkertijd met Sand to Snow National Monument en Mojave Trails National Monument, eveneens in Californië. Het beheer is in handen van de National Park Service.